# Заборная Поляна
Заборная Поляна — деревня в Верхнеуслонском районе Татарстана. Входит в состав Большемеминского сельского поселения.

## География
Находится в западной части Татарстана на расстоянии приблизительно 47 км на юг-юго-запад от районного центра села Верхний Услон у реки Свияга.

## История
Известна с 1920 года, первоначальное название Артель Заборная Поляна.

## Население
Постоянных жителей было в 1920 году — 96, в 1926 — 70, в 1938 — 87, в 1949 — 194, в 1958 — 161, в 1970 — 127, в 1979 — 102, в 1989 — 64. Постоянное население составляло 50 человек (русские 36 %, татары 32 %, чуваши 28 %) в 2002 году, 44 — в 2010.